# Gouania lineata
Gouania lineata là một loài thực vật có hoa trong họ Táo. Loài này được Tul. mô tả khoa học đầu tiên năm 1857.